# Travolike
Travolike (lat. Poales), biljni red u razredu jednosupnica kojemu pripada 15 porodica s 826 rodova, od kojih je najznačajnija porodica trava (Poaceae).
Travama pripadaju i krušne biljke, žitarice

## Opis
Poales, red cvjetnica, kojoj pripada porodica trava (Poaceae), i ekonomski najvažniji red biljaka, rasprostranjen širom svijeta u svim klimatskim uvjetima. Poales sadrži više od 18 000 vrsta jednosupnica (tj. cvjetnica koje karakterizira jedan list sjemenke). Red se sastoji od nekoliko loza koje su tradicionalno prepoznate kao skupine, čiji su članovi često migrirali iz jedne skupine u drugu. Glavne grupe uključene u Poales su grupa trava (porodice Poaceae, Restionaceae, Anarthriaceae, Centrolepidaceae, Ecdeiocoleaceae, Flagellariaceae i Joinvilleaceae), grupa rogoza (porodice Typhaceae i Sparganiaceae) i grupa šaša (Juncaceae, Cyperaceae i Thurniaceae). Osim toga, Poales uključuje porodice Xyridaceae, Eriocaulaceae, Bromeliaceae, Mayacaceae i Rapateaceae.
Sedam porodica koje čine grupu trava unutar Poales su Poaceae, Restionaceae, Centrolepidaceae, Anarthriaceae, Ecdeiocoleaceae, Flagellariaceae i Joinvilleaceae. Općenito, biljke u skupini pokazuju reducirane (pojednostavljene) cvjetove s jajnikom s jednom do tri komore koji sadrži samo jednu viseću ovulu po komori. Postoje jedan do tri prašnika (muške strukture koje proizvode pelud) u svim osim u Flagellariaceae, čiji članovi imaju šest. Ova potonja porodica, koja ima jedan rod i četiri vrste, također se razlikuje po tome što se sastoji od penjačica s izduženim listovima koji završavaju viticama, po kojima se penju. Oprašivanje je uglavnom vjetrom. Povezane Joinvilleaceae su šuplje stabljike poput trske iz područja Malezije i Pacifika.

## Porodice i rodovi
1. Familia Typhaceae Juss. (58 spp.)
  1. Subfamilia Sparganioideae Rouy
    1. Sparganium L. (21 spp.)

  2. Subfamilia Typhoideae DC. ex Arn.
    1. Typha L. (37 spp.)
2. Familia Bromeliaceae Juss. (3668 spp.)
  1. Subfamilia Brocchinioideae Givnish
    1. Sequencia Givnish (1 sp.)
    2. Brocchinia Schult. & Schult. fil. (20 spp.)

  2. Subfamilia Lindmanioideae Givnish
    1. Connellia N. E. Br. (6 spp.)
    2. Lindmania Mez (36 spp.)

  3. Subfamilia Tillandsioideae Burnett
    1. Catopsis Griseb. (21 spp.)
    2. Glomeropitcairnia Mez (2 spp.)
    3. Mezobromelia L. B. Sm. (6 spp.)
    4. Guzmania Ruiz & Pav. (212 spp.)
    5. Waltillia Leme, Barfuss & Halbritt. (2 spp.)
    6. Alcantarea (É. Morren ex Mez) Harms (48 spp.)
    7. Werauhia J. R. Grant (94 spp.)
    8. Vriesea Lindl. (272 spp.)
    9. Zizkaea W. Till & Barfuss (1 sp.)
    10. Stigmatodon Leme, G. K. Br. & Barfuss (20 spp.)
    11. Pseudalcantarea (C. Presl) Pinzón & Barfuss (3 spp.)
    12. Lutheria Barfuss & W. Till (4 spp.)
    13. Lemeltonia Barfuss & W. Till (7 spp.)
    14. Jagrantia Barfuss & W. Till (1 sp.)
    15. Josemania W. Till & Barfuss (5 spp.)
    16. Wallisia É. Morren (4 spp.)
    17. Barfussia Manzan. & W. Till (5 spp.)
    18. Goudaea W. Till & Barfuss (2 spp.)
    19. Gregbrownia W. Till & Barfuss (4 spp.)
    20. Viridantha Espejo (18 spp.)
    21. Tillandsia L. (640 spp.)
    22. Racinaea Spencer & L. B. Sm. (80 spp.)

  4. Subfamilia Hechtioideae Givnish
    1. Hechtia Klotzsch (89 spp.)
    2. Mesoamerantha I. Ramírez & K. J. Romero (3 spp.)

  5. Subfamilia Pitcairnioideae Harms
    1. Cottendorfia Schult. fil. (1 sp.)
    2. Brewcaria L. B. Sm., Steyerm. & H. Rob. (6 spp.)
    3. Steyerbromelia L. B. Sm. (9 spp.)
    4. Navia Mart. ex Schult. fil. (93 spp.)
    5. Pitcairnia L´Hér. (417 spp.)
    6. Fosterella L. B. Sm. (34 spp.)
    7. Dyckia Schult. fil. (248 spp.)

  6. Subfamilia Puyoideae Givnish
    1. Puya Molina (229 spp.)

  7. Subfamilia Bromelioideae Burnett
    1. Fascicularia Mez (1 sp.)
    2. Ochagavia Phil. (4 spp.)
    3. Greigia Regel (35 spp.)
    4. Bromelia L. (71 spp.)
    5. Pseudananas Hassl. (1 sp.)
    6. Fernseea Baker (2 spp.)
    7. Neoglaziovia Mez (3 spp.)
    8. Ananas Mill. (7 spp.)
    9. Lapanthus Louzada & Versieux (2 spp.)
    10. Forzzaea Leme, S. Heller & Zizka (7 spp.)
    11. Hoplocryptanthus (Mez) Leme, S. Heller & Zizka (9 spp.)
    12. Rokautskyia Leme, S. Heller & Zizka (14 spp.)
    13. Cryptanthus Otto & A. Dietr. (58 spp.)
    14. Siqueiranthus Leme, Zizka, E. H. Souza & Paule (1 sp.)
    15. Orthophytum Beer (76 spp.)
    16. Orthocryptanthus (Leme, S. Heller & Zizka) Leme, Zizka & Paule (3 spp.)
    17. Krenakanthus (Leme, S. Heller & Zizka) Leme, Zizka & Paule (1 sp.)
    18. Acanthostachys Link (3 spp.)
    19. Canistropsis (Mez) Leme (11 spp.)
    20. Hohenbergiopsis L. B. Sm. & Read (1 sp.)
    21. Androlepis Brongn. ex Houllet (3 spp.)
    22. Disteganthus Lem. (5 spp.)
    23. Portea Brongn. & K. Koch (8 spp.)
    24. Araeococcus Brongn. (5 spp.)
    25. Pseudaraeococcus (Mez) R. A. Pontes & Versieux (7 spp.)
    26. Lymania Read (10 spp.)
    27. Ronnbergia É. Morren & André (23 spp.)
    28. Canistrum É. Morren (17 spp.)
    29. Wittrockia Lindm. (5 spp.)
    30. Quesnelia Gaudich. (25 spp.)
    31. Nidularium Lem. (47 spp.)
    32. xNiduregelia Leme (3 spp.)
    33. Hohenbergia Schult. & Schult. fil. (53 spp.)
    34. Wittmackia Mez (43 spp.)
    35. Billbergia Thunb. (66 spp.)
    36. Hylaeaicum (Ule ex Mez) Leme, Forzza, Zizka & Aguirre-Santoro (12 spp.)
    37. Neoregelia L. B. Sm. (117 spp.)
    38. Karawata J. R. Maciel & G. M. Sousa (7 spp.)
    39. Aechmea Ruiz & Pav. (259 spp.)
3. Familia Rapateaceae Dumort. (97 spp.)
  1. Subfamilia Rapateoideae Meisn.
    1. Spathanthus Desv. (2 spp.)
    2. Duckea Maguire (4 spp.)
    3. Cephalostemon R. H. Schomb. (5 spp.)
    4. Rapatea Aubl. (22 spp.)

  2. Subfamilia Monotremoideae Givnish & P. E. Berry
    1. Maschalocephalus Gilg & K. Schum. (1 sp.)
    2. Windsorina Gleason (1 sp.)
    3. Potarophytum Sandwith (1 sp.)
    4. Monotrema Körn. (4 spp.)

  3. Subfamilia Saxofridericioideae Maguire
    1. Tribus Schoenocephalieae Maguire
      1. Kunhardtia Maguire (2 spp.)
      2. Guacamaya Maguire (1 sp.)
      3. Schoenocephalium Seub. (4 spp.)

    2. Tribus Saxofridericieae Maguire
      1. Saxofridericia R. H. Schomb. (10 spp.)
      2. Marahuacaea Maguire (1 sp.)
      3. Phelpsiella Maguire (1 sp.)
      4. Epidryos Maguire (4 spp.)
      5. Amphiphyllum Gleason (1 sp.)
      6. Stegolepis Klotzsch ex Körn. (33 spp.)
4. Familia Xyridaceae C. Agardh (405 spp.)
  1. Subfamilia Xyridoideae Kunth ex Arn.
    1. Achlyphila Maguire & Wurdack (1 sp.)
    2. Xyris L. (380 spp.)

  2. Subfamilia Abolbodoideae Suess. & Beyerle ex Thorne & Reveal
    1. Abolboda Humb. & Bonpl. (21 spp.)
    2. Aratitiyopea Steyerm. & P. E. Berry (1 sp.)
    3. Orectanthe Maguire & Wurdack (2 spp.)
5. Familia Eriocaulaceae Martinov (1335 spp.)
  1. Subfamilia Eriocauloideae Burnett
    1. Mesanthemum Körn. (16 spp.)
    2. Eriocaulon L. (515 spp.)

  2. Subfamilia Paepalanthoideae Ruhland
    1. Comanthera L. B. Sm. (46 spp.)
    2. Syngonanthus Ruhland (178 spp.)
    3. Leiothrix Ruhland (66 spp.)
    4. Rondonanthus Herzog (6 spp.)
    5. Tonina Aubl. (1 sp.)
    6. Lachnocaulon Kunth (7 spp.)
    7. Actinocephalus Sano (52 spp.)
    8. Paepalanthus Kunth (448 spp.)
6. Familia Mayacaceae Kunth (6 spp.)
  1. Mayaca Aubl. (6 spp.)
7. Familia Thurniaceae Engl. (4 spp.)
  1. Tribus Prionieae Reveal
    1. Prionium E. Mey. (1 sp.)

  2. Tribus Thurnieae Reveal
    1. Thurnia Hook. fil. (3 spp.)
8. Familia Juncaceae Juss. (477 spp.)
  1. Oreojuncus Záv. Drábk. & Kirschner (2 spp.)
  2. Luzula DC. (118 spp.)
  3. Patosia Buchenau (1 sp.)
  4. Rostkovia Desv. (2 spp.)
  5. Distichia Nees & Meyen (3 spp.)
  6. Marsippospermum Desv. (4 spp.)
  7. Oxychloe Phil. (6 spp.)
  8. Juncus L. (341 spp.)
9. Familia Cyperaceae Juss. (5738 spp.)
  1. Subfamilia Mapanioideae C. B. Clarke
    1. Tribus Hypolytreae Nees ex Wight & Arn.
      1. Hypolytrum Rich. (27 spp.)
      2. Paramapania Uittien (7 spp.)
      3. Mapania Aubl. (135 spp.)
      4. Scirpodendron Zipp. ex Kurz (2 spp.)

    2. Tribus Chrysitricheae Nees
      1. Diplasia Pers. (1 sp.)
      2. Exocarya Benth. (1 sp.)
      3. Capitularina Kern (1 sp.)
      4. Lepironia Rich. (1 sp.)
      5. Chrysitrix L. (4 spp.)
      6. Chorizandra R. Br. (6 spp.)

  2. Subfamilia Cyperoideae Beilschm.
    1. Tribus Trilepideae Goetgh.
      1. Microdracoides Hua (1 sp.)
      2. Coleochloa Gilly (8 spp.)
      3. Trilepis Nees (7 spp.)
      4. Afrotrilepis (Gilly) J. Raynal (2 spp.)

    2. Tribus Cladieae Torr.
      1. Cladium P. Browne (6 spp.)

    3. Tribus Sclerieae Wight & Arn.
      1. Scleria Bergius (267 spp.)

    4. Tribus Bisboeckelereae Pax
      1. Bisboeckelera Kuntze (4 spp.)
      2. Calyptrocarya Nees (8 spp.)
      3. Becquerelia Brongn. (6 spp.)
      4. Diplacrum R. Br. (10 spp.)

    5. Tribus Carpheae Semmouri & Larridon
      1. Carpha Banks & Sol. ex R. Br. (11 spp.)
      2. Trianoptiles Fenzl (3 spp.)

    6. Tribus Cryptangieae Benth.
      1. Koyamaea W. W. Thomas & Davidse (1 sp.)
      2. Didymiandrum Gilly (1 sp.)
      3. Krenakia S. M. Costa (10 spp.)
      4. Exochogyne C. B. Clarke (2 spp.)
      5. Cryptangium Schrad. ex Nees (1 sp.)
      6. Cephalocarpus Nees (22 spp.)
      7. Lagenocarpus Nees (21 spp.)

    7. Tribus Schoeneae Dumort.
      1. Subtribus Anthelepidinae R.L.Barrett
        1. Anthelepis R. L. Barrett, K. L. Wilson & J. J. Bruhl (4 spp.)

      2. Subtribus Oreobolinae R.L.Barrett
        1. Cyathocoma Nees (3 spp.)
        2. Costularia C. B. Clarke (15 spp.)
        3. Chamaedendron (Kük.) Larridon (5 spp.)
        4. Capeobolus Browning (1 sp.)
        5. Oreobolus R. Br. (17 spp.)

      3. Subtribus Gahniinae Pax
        1. Ptilothrix K. L. Wilson (1 sp.)
        2. Mesomelaena Nees (5 spp.)
        3. Cyathochaeta Nees (5 spp.)
        4. Gahnia J. R. Forst. & G. Forst. (42 spp.)

      4. Subtribus Caustiinae R.L.Barrett
        1. Caustis R. Br. (7 spp.)
        2. Evandra R. Br. (2 spp.)

      5. Subtribus Gymnoschoeninae R.L.Barrett
        1. Reedia F. Muell. (1 sp.)
        2. Gymnoschoenus Nees (2 spp.)

      6. Subtribus Lepidospermatinae R.L.Barrett
        1. Machaerina Vahl (53 spp.)
        2. Lepidosperma Labill. (76 spp.)
        3. Neesenbeckia Levyns (1 sp.)

      7. Subtribus Tricostulariinae R.L.Barrett, K. L. Wilson & J. J. Bruhl
        1. Ammothryon R. L. Barrett, K. L. Wilson & J. J. Bruhl (1 sp.)
        2. Tricostularia Nees (11 spp.)
        3. Chaetospora R. Br. (3 spp.)
        4. Xyroschoenus Larridon (1 sp.)
        5. Morelotia Gaudich. (6 spp.)
        6. Tetraria P. Beauv. (30 spp.)

      8. Subtribus Schoeninae Fenzl
        1. Schoenus L. (162 spp.)

    8. Tribus Rhynchosporeae
      1. Rhynchospora Vahl (381 spp.)
      2. Pleurostachys Brongn. (31 spp.)

    9. Tribus Dulichieae W. Schultze-Motel
      1. Dulichium Rich. ex Pers. (1 sp.)
      2. Blysmus Panz. ex Roem. & Schult. (2 spp.)
      3. Blysmopsis Oteng-Yeb. (1 sp.)

    10. Tribus Khaosokieae Lév.-Bourret & J. R. Starr
      1. Khaosokia D. A. Simpson, Chayam. & J. Parn. (1 sp.)

    11. Tribus Calliscirpeae Lév.-Bourret & J. R. Starr
      1. Calliscirpus C. N. Gilmour, J. R. Starr & Naczi (2 spp.)

    12. Tribus Scirpeae T. Lestib.
      1. Amphiscirpus Oteng-Yeb. (1 sp.)
      2. Zameioscirpus Dhooge & Goetgh. (3 spp.)
      3. Rhodoscirpus Lév.-Bourret, Donadío & J. R. Starr (1 sp.)
      4. Phylloscirpus C. B. Clarke (3 spp.)
      5. Scirpus L. (49 spp.)
      6. Eriophorum L. (16 spp.)

    13. Tribus Trichophoreae Lév.-Bourret & J. R. Starr
      1. Trichophorum Pers. (20 spp.)

    14. Tribus Sumatroscirpeae Lév.-Bourret & J. R. Starr
      1. Sumatroscirpus Oteng-Yeb. (4 spp.)

    15. Tribus Cariceae Dumort.
      1. Carex L. (2040 spp.)

    16. Tribus Eleocharideae Goetgh.
      1. Eleocharis R. Br. (297 spp.)

    17. Tribus Abildgaardieae Lye
      1. Nelmesia Van der Veken (1 sp.)
      2. Bulbostylis Kunth (227 spp.)
      3. Zulustylis Muasya (2 spp.)
      4. Trichoschoenus J. Raynal (1 sp.)
      5. Actinoschoenus Benth. (5 spp.)
      6. Arthrostylis R. Br. (2 spp.)
      7. Trachystylis S. T. Blake (1 sp.)
      8. Scleroschoenus K.L.Wilson, J.J.Bruhl & R.L.Barrett (6 spp.)
      9. Fimbristylis Vahl (312 spp.)

    18. Tribus Bolboschoeneae (Tatanov) J.R.Starr
      1. Bolboschoenus (Asch.) Palla (14 spp.)

    19. Tribus Fuireneae Fenzl
      1. Fuirena Rottb. (58 spp.)
      2. Schoenoplecteae Lye ( sp.)
      3. Actinoscirpus (Ohwi) R. W. Haines & Lye (1 sp.)
      4. Schoenoplectus (Rchb.) Palla (22 spp.)

    20. Tribus Pseudoschoeneae J.R.Starr
      1. Pseudoschoenus (C. B. Clarke) Oteng-Yeb. (1 sp.)
      2. Schoenoplectiella Lye (62 spp.)

    21. Tribus Cypereae Dumort.
      1. Subtribus Ficiniinae Fenzl
        1. Erioscirpus Palla (2 spp.)
        2. Scirpoides Seguier (6 spp.)
        3. Afroscirpoides García-Madr. & Muasya (1 sp.)
        4. Dracoscirpoides Muasya (3 spp.)
        5. Hellmuthia Steud. (1 sp.)
        6. Isolepis R. Br. (71 spp.)
        7. Ficinia Schrad. (82 spp.)

      2. Subtribus Cyperinae Pax
        1. Cyperus L. (972 spp.)

    22. Tribus Cyperaceae, filogenetski položaj nepoznat
      1. Rhynchocladium T. Koyama (1 sp.)
      2. Naikia Wad. Khan, Bhuskute & Kahalkar (1 sp.)
10. Familia Anarthriaceae D. F. Cutler & Airy Shaw (11 spp.)
  1. Anarthria R. Br. (6 spp.)
  2. Hopkinsia W. Fitzg. (2 spp.)
  3. Lyginia R. Br. (3 spp.)
11. Familia Restionaceae R. Br. (542 spp.)
  1. Subfamilia Restionoideae Arn.
    1. Tribus Willdenowieae
      1. Ceratocaryum Nees (8 spp.)
      2. Willdenowia Thunb. (12 spp.)

    2. Tribus Restioneae
      1. Soroveta H. P. Linder & C. R. Hardy (1 sp.)
      2. Platycaulos Linder (12 spp.)
      3. Elegia L. (50 spp.)
      4. Anthochortus Nees (7 spp.)
      5. Askidiosperma Steud. (12 spp.)
      6. Staberoha Kunth (9 spp.)
      7. Rhodocoma Nees (8 spp.)
      8. Restio Rottb. (168 spp.)
      9. Mastersiella Gilg-Ben. (3 spp.)
      10. Hypodiscus Nees (15 spp.)
      11. Cannomois P. Beauv. ex Desv. (12 spp.)
      12. Thamnochortus Bergius (34 spp.)
      13. Nevillea Esterh. & H. P. Linder (3 spp.)
      14. Hydrophilus Linder (1 sp.)

  2. Subfamilia Centrolepididoideae
    1. Gaimardia Gaudich. (4 spp.)
    2. Aphelia R. Br. (6 spp.)
    3. Centrolepis Labill. (26 spp.)

  3. Subfamilia Sporadanthoideae B. G. Briggs & H. P. Linder
    1. Sporadanthus F. Muell. ex J. Buchenau (8 spp.)
    2. Calorophus Labill. (2 spp.)
    3. Lepyrodia R. Br. (22 spp.)

  4. Subfamilia Leptocarpoideae B. G. Briggs & H. P. Linder
    1. Eurychorda Briggs & Johnson (1 sp.)
    2. Empodisma L. A. S. Johnson & D. F. Cutler (3 spp.)
    3. Taraxis Briggs & Johnson (1 sp.)
    4. Winifredia L. A. S. Johnson & B. G. Briggs (1 sp.)
    5. Alexgeorgea Carlquist (3 spp.)
    6. Hypolaena R. Br. (7 spp.)
    7. Chaetanthus R. Br. (3 spp.)
    8. Apodasmia Briggs & Johnson (4 spp.)
    9. Dapsilanthus Briggs & Johnson (4 spp.)
    10. Leptocarpus R. Br. (17 spp.)
    11. Loxocarya R. Br. (5 spp.)
    12. Tremulina Briggs & Johnson (2 spp.)
    13. Platychorda Briggs & Johnson (2 spp.)
    14. Chordifex Briggs & Johnson (20 spp.)
    15. Dielsia Gilg ex Diels & Pritz. (1 sp.)
    16. Cytogonidium Briggs & Johnson (1 sp.)
    17. Tyrbastes Briggs & Johnson (1 sp.)
    18. Melanostachya Briggs & Johnson (1 sp.)
    19. Baloskion Raf. (8 spp.)
    20. Catacolea Briggs & L. A. S. Johnson (1 sp.)
    21. Lepidobolus Nees (9 spp.)
    22. Coleocarya S. T. Blake (1 sp.)
    23. Desmocladus Nees (23 spp.)
12. Familia Flagellariaceae Dumort. (5 spp.)
  1. Flagellaria L. (5 spp.)
13. Familia Joinvilleaceae Tolm. & A. C. Sm. (3 spp.)
  1. Joinvillea Gaudich. (3 spp.)
14. Familia Ecdeiocoleaceae D. F. Cutler & Airy Shaw (3 spp.)
  1. Georgeantha B. G. Briggs & L. A. S. Johnson (1 sp.)
  2. Ecdeiocolea F. Muell. (2 spp.)
15. Familia Poaceae Barnhart (12463 spp.)
  1. Subfamilia Anomochlooideae Pilg. ex Potztal
    1. Tribus Anomochloeae C. E. Hubb.
      1. Anomochloa Brongn. (1 sp.)

    2. Tribus Streptochaeteae C. E. Hubb.
      1. Streptochaeta Schrad. (3 spp.)

  2. Subfamilia Pharoideae L. G. Clark & Judz.
    1. Tribus Phareae Stapf
      1. Pharus R. Br. (7 spp.)
      2. Leptaspis R. Br. (3 spp.)
      3. Scrotochloa Judz. (2 spp.)

  3. Subfamilia Puelioideae L. G. Clark
    1. Tribus Atractocarpeae Jacq.-Fél. ex Tzvelev
      1. Puelia Franch. (5 spp.)

    2. Tribus Guaduelleae Soderstr. & R. P. Ellis
      1. Guaduella Franch. (6 spp.)

  4. Subfamilia Oryzoideae Kunth ex Beilschm.
    1. Tribus Streptogyneae C. E. Hubb. ex C. E. Calderón & Soderstr.
      1. Streptogyna P. Beauv. (2 spp.)

    2. Tribus Ehrharteae Nevski
      1. Ehrharta Thunb. (24 spp.)
      2. Tetrarrhena R. Br. (4 spp.)
      3. Microlaena R. Br. (8 spp.)
      4. Zotovia Edgar & Connor (3 spp.)

    3. Tribus Oryzeae Dumort
      1. Subtribus Oryzinae Rchb.
        1. Leersia Sol. ex Sw. (18 spp.)
        2. Maltebrunia Kunth (5 spp.)
        3. Prosphytochloa Schweick. (1 sp.)
        4. Oryza L. (23 spp.)

      2. Subtribus Zizaniinae Benth.
        1. Chikusichloa Koidz. (3 spp.)
        2. Hygroryza Nees (1 sp.)
        3. Zizania L. (4 spp.)
        4. Luziola Juss. (11 spp.)
        5. Zizaniopsis Döll & Asch. (6 spp.)

    4. Tribus Phyllorachideae C. E. Hubb.
      1. Phyllorachis Trimen (1 sp.)
      2. Humbertochloa A. Camus & Stapf (2 spp.)
      3. Suddia Renvoize (1 sp.)

  5. Subfamilia Bambusoideae Luerss.
    1. Tribus Arundinarieae Hack.
      1. Subtribus Hsuehochloinae D. Z. Li & Y. X. Zhang
        1. Hsuehochloa D. Z. Li & Y. X. Zhang (1 sp.)

      2. Subtribus Ampelocalaminae D. Z. Li & Y. X. Zhang
        1. Ampelocalamus S. L. Chen, T. H. Wen & G. Y. Sheng (14 spp.)

      3. Subtribus Arundinariinae Nees ex Lindl.
        1. Drepanostachyum Keng fil. (13 spp.)
        2. Himalayacalamus Keng fil. (9 spp.)
        3. Indocalamus sensu auct. non Nakai (31 spp.)
        4. Oligostachyum Z. P. Wang & G. H. Ye (18 spp.)
        5. Gaoligongshania D. Z. Li Hsueh & N. H. Xia (1 sp.)
        6. Oldeania Stapleton (7 spp.)
        7. Kuruna Attigala, Kathr. & L. G. Clark (7 spp.)
        8. Chimonocalamus Hsueh & T. P. Yi (19 spp.)
        9. Ferrocalamus Hsueh & Keng fil. (2 spp.)
        10. Tongpeia Stapleton (3 spp.)
        11. Fargesia Franch. (95 spp.)
        12. Thamnocalamus Munro (6 spp.)
        13. Bashania Keng fil. & Yi (4 spp.)
        14. Sarocalamus Stapleton (6 spp.)
        15. Bergbambos Stapleton (1 sp.)
        16. Yushania Keng fil. (93 spp.)
        17. Ravenochloa D. Z. Li & Y. X. Zhang (1 sp.)
        18. Sasa Makino & Shibata (43 spp.)
        19. Indocalamus Nakai (1 sp.)
        20. Gelidocalamus T. H. Wen (13 spp.)
        21. Chimonobambusa Makino (42 spp.)
        22. Sasamorpha Nakai (5 spp.)
        23. Vietnamocalamus T. Q. Nguyen (1 sp.)
        24. xHibanobambusa Maruy. & H. Okamura (1 sp.)
        25. Semiarundinaria Makino ex Nakai (8 spp.)
        26. Shibataea Makino (7 spp.)
        27. Phyllostachys Siebold & Zucc. (62 spp.)
        28. Arundinaria Michx. (2 spp.)
        29. Sasaella Makino (11 spp.)
        30. Pleioblastus Nakai (26 spp.)
        31. Pseudosasa Makino ex Nakai (21 spp.)
        32. Sinosasa L.C.Chia ex N.H.Xia, Q.M.Qin & Y.H.Tong (7 spp.)
        33. Acidosasa C. D. Chu & C. S. Chao (11 spp.)
        34. Khoonmengia N. H. Xia, Y. H. Tong & X. R. Zheng (1 sp.)
        35. Sinobambusa Makino ex Nakai (13 spp.)
        36. Indosasa McClure (19 spp.)

    2. Tribus Olyreae Kunth ex Spenn.
      1. Subtribus Buergersiochloinae (S. T. Blake) L. G. Clark & Judz.
        1. Buergersiochloa Pilg. (1 sp.)

      2. Subtribus Olyrinae Kromb.
        1. Agnesia Zuloaga & Judz. (7 spp.)
        2. Arberella Soderstr. & C. E. Calderón (11 spp.)
        3. Cryptochloa Swallen (9 spp.)
        4. Diandrolyra Stapf (3 spp.)
        5. Ekmanochloa Hitchc. (2 spp.)
        6. Froesiochloa G. A. Black (1 sp.)
        7. Lithachne P. Beauv. (4 spp.)
        8. Maclurolyra C. E. Calderón & Soderstr. (1 sp.)
        9. Mniochloa Chase (1 sp.)
        10. Olyra L. (15 spp.)
        11. Taquara I. L. C. Oliveira & R. P. Oliveira (2 spp.)
        12. Raddiella Swallen (12 spp.)
        13. Piresia Swallen (6 spp.)
        14. Reitzia Swallen (1 sp.)
        15. Raddia Bertol. (11 spp.)
        16. Brasilochloa R. P. Oliveira & L. G. Clark (1 sp.)
        17. Piresiella Judz., Zuloaga & Morrone (1 sp.)
        18. Rehia Fijten (1 sp.)

    3. Tribus Parianinae Hack.
      1. Eremitis Döll (16 spp.)
      2. Pariana Aubl. (33 spp.)
      3. Parianella Hollowell, F. M. Ferreira & R. P. Oliveira (2 spp.)

    4. Tribus Bambuseae Kunth ex Dumort.
      1. Subtribus Chusqueinae Soderstr. & R. P. Ellis
        1. Chusquea Kunth (192 spp.)

      2. Subtribus Guaduinae Soderstr. & Ellis
        1. Tibisia C. D. Tyrrell, Londoño & L. G. Clark (3 spp.)
        2. Otatea (McClure & Sm.) C. E. Calderón & Sodiro (13 spp.)
        3. Olmeca Soderstr. (5 spp.)
        4. Guadua Kunth (33 spp.)
        5. Eremocaulon Soderstr. & Londoño (5 spp.)
        6. Apoclada McClure (1 sp.)

      3. Subtribus Arthrostylidiinae Soderstr. & R. P. Ellis
        1. Glaziophyton Franch. (1 sp.)
        2. Cambajuva P. L. Viana, L. G. Clark & Filg. (1 sp.)
        3. Didymogonyx (L. G. Clark & Londoño) C. D. Tyrrell, L. G. Clark & Londoño (2 spp.)
        4. Elytrostachys McClure (2 spp.)
        5. Rhipidocladum McClure (21 spp.)
        6. Arthrostylidium Rupr. (29 spp.)
        7. Aulonemiella L. G. Clark, Londoño, C. D. Tyrrell & Judz. (2 spp.)
        8. Aulonemia Goudot (48 spp.)
        9. Colanthelia McClure & E. W. Sm. (11 spp.)
        10. Filgueirasia Guala (2 spp.)
        11. Alvimia C. E. Calderón ex Soderstr. & Londoño (3 spp.)
        12. Atractantha McClure (5 spp.)
        13. Actinocladum McClure ex Soderstr. (1 sp.)
        14. Athroostachys Benth. ex Benth. & Hook. fil. (2 spp.)
        15. Merostachys Spreng. (58 spp.)
        16. Myriocladus Swallen (13 spp.)

      4. Subtribus Melocanninae Benth.
        1. Melocanna Trin. in Spreng. (3 spp.)
        2. Cephalostachyum Munro (14 spp.)
        3. Pseudostachyum Munro (1 sp.)
        4. Davidsea Soderstr. & R. P. Ellis (1 sp.)
        5. Ochlandra Thwaites (13 spp.)
        6. Schizostachyum Nees (71 spp.)
        7. Stapletonia P. Singh, S. S. Dash & P. Kumari (3 spp.)
        8. Annamocalamus H. N. Nguyen, N. H. Xia & V. T. Tran (1 sp.)

      5. Subtribus Temburongiinae K. M. Wong
        1. Fimbribambusa Widjaja (4 spp.)
        2. Temburongia S. Dransf. & Wong (1 sp.)

      6. Subtribus Hickeliinae Camus
        1. Hickelia A. Camus (4 spp.)
        2. Nastus Juss. (12 spp.)
        3. Decaryochloa A. Camus (1 sp.)
        4. Sirochloa S. Dransf. (1 sp.)
        5. Cathariostachys S. Dransf. (2 spp.)
        6. Hitchcockella A. Camus (1 sp.)
        7. Perrierbambus A. Camus (2 spp.)
        8. Valiha S. Dransf. (2 spp.)
        9. Sokinochloa S. Dransf. (7 spp.)

      7. Subtribus Racemobambosinae Stapleton
        1. Chloothamnus Buse (11 spp.)
        2. Racemobambos Holttum (19 spp.)
        3. Widjajachloa K. M. Wong & S. Dransf. (1 sp.)

      8. Subtribus Mullerochloinae ined.
        1. Mullerochloa K. M. Wong (1 sp.)

      9. Subtribus Greslaniinae K. M. Wong & W. L. Goh
        1. Greslania Balansa (2 spp.)

      10. Subtribus Dinochloinae K. M. Wong & W. L. Goh
        1. Pinga Widjaja (1 sp.)
        2. Neololeba Widjaja (5 spp.)
        3. Parabambusa Widjaja (1 sp.)
        4. Dinochloa Buse (47 spp.)
        5. Cyrtochloa S. Dransf. (7 spp.)
        6. Sphaerobambos S. Dransf. (3 spp.)

      11. Subtribus Bambusinae J. Presl
        1. Kinabaluchloa K. M. Wong (2 spp.)
        2. Holttumochloa K. M. Wong (4 spp.)
        3. Nianhochloa H. N. Nguyen & V. T. Tran (1 sp.)
        4. Bonia Balansa (5 spp.)
        5. Laobambos Haev., Lamxay & D. Z. Li (1 sp.)
        6. Neomicrocalamus Keng fil. (3 spp.)
        7. Temochloa S. Dransf. (1 sp.)
        8. Soejatmia K. M. Wong (1 sp.)
        9. Pseudoxytenanthera Soderstr. & R. P. Ellis (5 spp.)
        10. Maclurochloa K. M. Wong (4 spp.)
        11. Melocalamus Benth. (17 spp.)
        12. Bambusa Schreb. (154 spp.)
        13. Dendrocalamus Nees (79 spp.)
        14. Gigantochloa Kurz (68 spp.)
        15. Phuphanochloa Sungkaew & Teerawat. (1 sp.)
        16. Oreobambos K. Schum. (1 sp.)
        17. Oxytenanthera Munro (1 sp.)
        18. Vietnamosasa T. Q. Nguyen (3 spp.)
        19. Thyrsostachys Gamble (2 spp.)
        20. Cochinchinochloa H. N. Nguyen & V. T. Tran (1 sp.)
        21. Yersinochloa H. N. Nguyen & V. T. Tran (1 sp.)
        22. Ruhooglandia S. Dransf. & K. M. Wong (1 sp.)

  6. Subfamilia Pooideae Benth.
    1. Tribus Brachyelytreae Ohwi
      1. Brachyelytrum P. Beauv. (3 spp.)

    2. Tribus Nardeae W. D. J. Koch
      1. Nardus L. (1 sp.)

    3. Tribus Lygeeae J. Presl
      1. Lygeum Loefl. ex L. (1 sp.)

    4. Tribus Phaenospermateae Renvoize & Clayton
      1. Stephanachne Keng (3 spp.)
      2. Sinochasea Keng (1 sp.)
      3. Phaenosperma Benth. (1 sp.)
      4. Danthoniastrum (Holub) Holub (3 spp.)
      5. Duthiea Hack. ex. Procop.-Procop (3 spp.)
      6. Metcalfia Conert (1 sp.)
      7. Anisopogon R. Br. (1 sp.)
      8. Pseudodanthonia Bor & C. E. Hubb. (1 sp.)

    5. Tribus Meliceae Rchb.
      1. Brylkinia F. Schmidt (1 sp.)
      2. Glyceria R. Br. (41 spp.)
      3. Lycochloa Sam. (1 sp.)
      4. Melica L. (91 spp.)
      5. Pleuropogon R. Br. (5 spp.)
      6. Schizachne Hack. (1 sp.)
      7. Koordersiochloa Merr. (2 spp.)
      8. Triniochloa Hitchc. (6 spp.)

    6. Tribus Stipeae Dumort.
      1. Macrochloa Kunth (2 spp.)
      2. Ampelodesmos Link (1 sp.)
      3. Psammochloa Hitchc. (1 sp.)
      4. Neotrinia (Tzvelev) M. Nobis, P. D. Gudkova & A. Nowak (2 spp.)
      5. Oryzopsis Michx. (1 sp.)
      6. Trikeraia Bor (2 spp.)
      7. Barkworthia Romasch., P. M. Peterson & Soreng (1 sp.)
      8. Piptatherum P. Beauv. (29 spp.)
      9. Stipa L. (135 spp.)
      10. Ptilagrostis Griseb. (16 spp.)
      11. Orthoraphium Nees (1 sp.)
      12. Patis Ohwi (3 spp.)
      13. Piptochaetium C. Presl (37 spp.)
      14. Piptatheropsis Romasch., P. M. Peterson & Soreng (5 spp.)
      15. Ptilagrostiella Romasch., P. M. Peterson & Soreng (1 sp.)
      16. Ortachne Steud. (3 spp.)
      17. Anatherostipa (Hack. ex Kuntze) Peñail. (11 spp.)
      18. Aciachne Benth. (3 spp.)
      19. Hesperostipa (Elias) Barkworth (5 spp.)
      20. Celtica F. M. Vázquez & Barkworth (1 sp.)
      21. Jarava p. p. (1 sp.)
      22. Pappostipa (Speg.) Romasch., P. M. Peterson & Soreng (32 spp.)
      23. Achnatherum p. p. (3 spp.)
      24. Anemanthele Veldkamp (1 sp.)
      25. Austrostipa S. W. L. Jacobs & J. Everett (64 spp.)
      26. Achnatherum P. Beauv. (24 spp.)
      27. Timouria Roshev. (3 spp.)
      28. Oloptum Röser & Hamasha (1 sp.)
      29. Stipellula Röser & Hamasha (5 spp.)
      30. Eriocoma Nutt. (28 spp.)
      31. xEriosella Romasch. (1 sp.)
      32. Pseudoeriocoma Romasch., P. M. Peterson & Soreng (6 spp.)
      33. Thorneochloa Romasch., P. M. Peterson & Soreng (1 sp.)
      34. Jarava Ruiz & Pav. (31 spp.)
      35. Amelichloa Arriaga & Barkworth (5 spp.)
      36. Nassella (Trin.) É. Desv. (118 spp.)

    7. Tribus Diarrheneae Tateoka ex C. S. Campb.
      1. Diarrhena P. Beauv. (2 spp.)
      2. Neomolinia Honda (3 spp.)

    8. Tribus Brachypodieae Harz
      1. Brachypodium P. Beauv. (25 spp.)

    9. Tribus Poeae R. Br.
      1. Subtribus Anthoxanthinae A. Gray
        1. Hierochloe R. Br. (42 spp.)
        2. Anthoxanthum L. (13 spp.)

      2. Subtribus Hypseochloinae Röser & Tkach
        1. Hypseochloa C. E. Hubb. (2 spp.)

      3. Subtribus Brizinae Tzvelev
        1. Airopsis Desv. (1 sp.)
        2. Briza L. (3 spp.)

      4. Subtribus Incertae sedis
        1. Macrobriza (Tzvelev) Tzvelev (1 sp.)

      5. Subtribus Echinopogoninae Soreng
        1. Ancistragrostis S. T. Blake (1 sp.)
        2. Dichelachne Endl. (10 spp.)
        3. Echinopogon P. Beauv. (7 spp.)
        4. Pentapogon R. Br. (1 sp.)
        5. Relchela Steud. (1 sp.)

      6. Subtribus Calothecinae Soreng
        1. Chascolytrum Desv. (25 spp.)

      7. Subtribus Agrostidinae Fr.
        1. Agrostula P. M. Peterson, Romasch., Soreng & Sylvester (1 sp.)
        2. Calamagrostis Adans. (89 spp.)
        3. Gastridium P. Beauv. (3 spp.)
        4. Triplachne Link (1 sp.)
        5. Podagrostis (Griseb.) Scribn. & Merr. (11 spp.)
        6. Agrostis L. (197 spp.)
        7. xAgropogon P. Fourn. (2 spp.)
        8. Polypogon Desf. (15 spp.)
        9. Lachnagrostis Trin. (40 spp.)
        10. Deyeuxia Clarion (118 spp.)
        11. Chaetotropis Kunth (5 spp.)
        12. Bromidium Nees & Meyen (5 spp.)

      8. Subtribus Torreyochloinae Soreng & J. I. Davis
        1. Amphibromus Nees (11 spp.)
        2. Torreyochloa Church (4 spp.)

      9. Subtribus Phalaridinae Fr.
        1. Phalaris L. (20 spp.)

      10. Subtribus Aveninae J. Presl
        1. Avena L. (25 spp.)
        2. Arrhenatherum P. Beauv. (5 spp.)
        3. Tricholemma (Röser) Röser (2 spp.)
        4. Helictotrichon Besser ex Schult. & Schult. fil. (32 spp.)
        5. xTrisetopsotrichon Röser & A. Wölk (1 sp.)
        6. Lagurus L. (1 sp.)
        7. Tzveleviochloa Röser & A. Wölk (5 spp.)

      11. Subtribus Koeleriinae Asch. & Graebn.
        1. Acrospelion Besser ex Roem. & Schult. (8 spp.)
        2. Trisetum Pers. (3 spp.)
        3. Graphephorum Desv. (4 spp.)
        4. Trisetum s. lat. (20 spp.)
        5. xTrisetokoeleria Tzvelev (2 spp.)
        6. Rostraria Trin. (13 spp.)
        7. Avellinia Parl. (2 spp.)
        8. Trisetaria Forssk. (16 spp.)
        9. Gaudinia P. Beauv. (4 spp.)
        10. Koeleria Pers. (77 spp.)
        11. Sibirotrisetum Barberá, Soreng, Romasch., Quintanar & P. M. Peterson (7 spp.)
        12. Limnodea L. H. Dewey ex Coult. (1 sp.)
        13. Sphenopholis Scribn. (6 spp.)
        14. Peyritschia E. Fourn. ex Benth. & Hook. fil. (31 spp.)
        15. Laegaardia P. M. Peterson, Soreng, Romasch. & Barberá (1 sp.)
        16. Paramochloa P. M. Peterson, Soreng, Romasch. & Barberá (2 spp.)
        17. Greeneochloa P. M. Peterson, Soreng, Romasch. & Barberá (2 spp.)
        18. Cinnagrostis Griseb. (62 spp.)
        19. Trisetopsis Röser & A. Wölk (28 spp.)

      12. Subtribus Airinae Fr.
        1. Aira L. (11 spp.)
        2. Avenella (Bluff & Fingerh.) Drejer (1 sp.)
        3. Corynephorus P. Beauv. (5 spp.)
        4. Periballia Trin. (1 sp.)

      13. Subtribus Holcinae Dumort.
        1. Holcus L. (12 spp.)
        2. Vahlodea Fr. (1 sp.)

      14. Subtribus Sesleriinae Parl.
        1. Sesleriella Deyl (1 sp.)
        2. Oreochloa Link (4 spp.)
        3. Mibora Adans. (2 spp.)
        4. Psilathera Link (1 sp.)
        5. Sesleria Scop. (29 spp.)
        6. Echinaria Desf. (1 sp.)

      15. Subtribus Scolochloinae Tzvelev
        1. Scolochloa Link (2 spp.)
        2. Dryopoa Vickery (1 sp.)

      16. Subtribus Antinoriinae Röser & Tkach
        1. Antinoria Parl. (2 spp.)

      17. Subtribus Loliinae Dumort.
        1. Leucopoa Griseb. (14 spp.)
        2. Drymochloa Holub (6 spp.)
        3. Castellia Tineo (1 sp.)
        4. Festuca L. (667 spp.)
        5. xFestulolium Asch. & Graebn. (5 spp.)
        6. Lolium L. (29 spp.)
        7. Pseudobromus K. Schum. (6 spp.)

      18. Subtribus Dactylidinae Stapf
        1. Dactylis L. (4 spp.)
        2. Lamarckia Moench (1 sp.)

      19. Subtribus Ammochloinae Tzvelev
        1. Ammochloa Boiss. (3 spp.)

      20. Subtribus Cynosurinae Fr.
        1. Cynosurus L. (10 spp.)

      21. Subtribus Parapholiinae Caro
        1. Sphenopus Trin. (2 spp.)
        2. Agropyropsis (Batt. & Trab.) A. Camus (1 sp.)
        3. Cutandia Willk. (6 spp.)
        4. Catapodium Link (5 spp.)
        5. Desmazeria Dumort. (4 spp.)
        6. Parapholis C. E. Hubb. (7 spp.)
        7. Vulpiella (Batt. & Trab.) Burollet (2 spp.)

      22. Subtribus Aristaveninae F. Albers & Butzin
        1. Deschampsia P. Beauv. (71 spp.)

      23. Subtribus Helictochloinae Röser & Tkach
        1. Helictochloa Romero Zarco (26 spp.)
        2. Molineriella Rouy (3 spp.)

      24. Subtribus Coleanthinae Rchb.
        1. Catabrosa P. Beauv. (5 spp.)
        2. xCatanellia L. J. Gillespie & Soreng (1 sp.)
        3. Hyalopodium Röser & Tkach (2 spp.)
        4. Catabrosella (Tzvelev) Tzvelev (6 spp.)
        5. Hyalopoa (Tzvelev) Tzvelev (7 spp.)
        6. Arctohyalopoa Röser & Tkach (4 spp.)
        7. Paracolpodium (Tzvelev) Tzvelev (5 spp.)
        8. Coleanthus Seidel (1 sp.)
        9. Phippsia (Trin.) R. Br. (3 spp.)
        10. xPucciphippsia Tzvelev (2 spp.)
        11. Puccinellia Parl. (134 spp.)
        12. Sclerochloa P. Beauv. (2 spp.)
        13. Colpodium Trin. (9 spp.)

      25. Subtribus Avenulinae Röser & Tkach
        1. Avenula (Dumort.) Dumort. (1 sp.)

      26. Subtribus Miliinae Dumort.
        1. Milium L. (7 spp.)

      27. Subtribus Phleinae Dumort.
        1. Phleum L. (17 spp.)

      28. Subtribus Poinae Dumort.
        1. Poa L. (589 spp.)
        2. Oreopoa H. Scholz & Parolly (1 sp.)

      29. Subtribus Incertae sedis
        1. Arctopoa (Griseb.) Prob. (5 spp.)
        2. xDupontopoa Prob. (1 sp.)

      30. Subtribus Cinninae Caruel
        1. Agrostopoa Davidse, Soreng & P. M. Peterson (3 spp.)
        2. Aniselytron Merr. (5 spp.)
        3. Cinna L. (4 spp.)
        4. Simplicia Kirk (3 spp.)

      31. Subtribus HSAQN clade
        1. Arctagrostis Griseb. (1 sp.)
        2. Hookerochloa E. B. Alexeev (2 spp.)
        3. Saxipoa Soreng, L. J. Gillespie & S. W. L. Jacobs (1 sp.)
        4. Sylvipoa Soreng, L. J. Gillespie & S. W. L. Jacobs (1 sp.)
        5. Nicoraepoa Soreng & L. J. Gillespie (7 spp.)

      32. Subtribus Beckmanninae Nevski
        1. Beckmannia Host (2 spp.)
        2. Pholiurus Trin. (1 sp.)
        3. Pseudophleum Dogan (2 spp.)
        4. Rhizocephalus Boiss. (1 sp.)
        5. Brizochloinae Röser & Tkach ( sp.)
        6. Brizochloa Jirasek & Chrtek (1 sp.)

      33. Subtribus DAD clade
        1. Dupontia R. Br. (4 spp.)
        2. xDuarctopoa Soreng & L. J. Gillespie (1 sp.)
        3. Dupontiopsis Soreng, L. J. Gillespie & Koba (1 sp.)

      34. Subtribus Alopecurinae Dumort.
        1. Alopecurus L. (44 spp.)
        2. Cornucopiae L. (2 spp.)
        3. Limnas Trin. (3 spp.)

      35. Subtribus Ventenatinae Holub ex L. J. Gillespie, Cabi & Soreng
        1. Apera Adans. (5 spp.)
        2. Bellardiochloa Chiov. (6 spp.)
        3. Nephelochloa Boiss. (1 sp.)
        4. Ventenata Koeler (4 spp.)
        5. Parvotrisetum Chrtek (1 sp.)
        6. Gaudiniopsis (Boiss.) Eig (5 spp.)

    10. Tribus Littledaleeae Soreng & J. I. Davis
      1. Littledalea Hemsl. (4 spp.)

    11. Tribus Bromeae Dumort.
      1. Bromus L. (173 spp.)

    12. Tribus Triticeae Dumort.
      1. Anthosachne Steud. (11 spp.)
      2. Connorochloa Barkworth, S. W. L. Jacobs & H. Q. Zhang (1 sp.)
      3. Elymus L. (222 spp.)
      4. Thinoelymus Banfi (3 spp.)
      5. xAgroelymus G. Camus ex A. Camus (5 spp.)
      6. xElyleymus Baum (11 spp.)
      7. xAgrositanion Bowden (2 spp.)
      8. xPseudelymus Barkworth & D. R. Dewey (1 sp.)
      9. xAgrotrigia Tzvelev (6 spp.)
      10. Pauneroa V. Lucía, E. Rico, K. Anamth.-Jon. & M. M. Mart. Ort. (1 sp.)
      11. Pseudoroegneria (Nevski) Á. Löve (14 spp.)
      12. Pascopyrum Á. Löve (1 sp.)
      13. Douglasdeweya C. Yen, J. L. Yang & B. R. Baum (2 spp.)
      14. Agropyron Gaertn. (13 spp.)
      15. Kengyilia C. Yen & J. L. Yang (30 spp.)
      16. xLeymostachys Tzvelev (1 sp.)
      17. xLeymotrigia Tzvelev (7 spp.)
      18. Leymus Hochst. (68 spp.)
      19. Psathyrostachys Nevski (10 spp.)
      20. Taeniatherum Nevski (1 sp.)
      21. Crithopsis Jaub. & Spach (1 sp.)
      22. Heteranthelium Hochst. ex Jaub. & Spach (1 sp.)
      23. Hordeum L. (41 spp.)
      24. xElyhordeum Mansf. ex Cziczin & Petr. (27 spp.)
      25. Hordelymus (Jess.) Harz (1 sp.)
      26. Festucopsis (C. E. Hubb.) Melderis (2 spp.)
      27. Peridictyon Seberg, Fred. & Baden (1 sp.)
      28. Eremopyrum (Ledeb.) Jaub. & Spach (6 spp.)
      29. Secale L. (7 spp.)
      30. Henrardia C. E. Hubb. (3 spp.)
      31. Stenostachys Turcz. (4 spp.)
      32. Australopyrum (Tzvelev) Á. Löve (5 spp.)
      33. Dasypyrum (Coss. & Durieu) T. Durand (2 spp.)
      34. Thinopyrum Á. Löve (14 spp.)
      35. Triticum L. (16 spp.)
      36. xTriticosecale Wittm. (1 sp.)
      37. xTrititrigia Tzvelev (0 sp.)
      38. xHaynaldoticum Cif. & Giacom. (0 sp.)
      39. xTritordeum Asch. & Graebn. (0 sp.)
      40. Aegilops L. (21 spp.)
      41. Amblyopyrum (Jaub. & Spach) Eig (1 sp.)
      42. xAegilotriticum P. Fourn. (0 sp.)

  7. Subfamilia Aristidoideae Caro
    1. Tribus Aristideae C. E. Hubb.
      1. Aristida L. (297 spp.)
      2. Sartidia De Winter (6 spp.)
      3. Stipagrostis Nees (62 spp.)

  8. Subfamilia Panicoideae A. Braun
    1. Tribus Basal clade
      1. Alloeochaete C. E. Hubb. (6 spp.)
      2. Dichaetaria Nees ex Steud. (1 sp.)

    2. Tribus Thysanolaeneae C. E. Hubb.
      1. Thysanolaena Nees (1 sp.)

    3. Tribus Cyperochloeae L. Watson & Dallwitz ex Sánchez-Ken & L. G. Clark
      1. Cyperochloa Lazarides & L. Watson (1 sp.)
      2. Spartochloa C. E. Hubb. (1 sp.)

    4. Tribus Centotheceae Ridl.
      1. Megastachya P. Beauv. (2 spp.)
      2. Centotheca Desv. (4 spp.)

    5. Tribus Chasmanthieae W. V. Br. & D. N. Sm. ex Sánchez-Ken & L. G. Clark
      1. Chasmanthium Link (6 spp.)
      2. Bromuniola Stapf & C. E. Hubb. (1 sp.)

    6. Tribus Zeugiteae Sánchez-Ken & L. G. Clark
      1. Chevalierella A. Camus (1 sp.)
      2. Lophatherum Brongn. (2 spp.)
      3. Orthoclada P. Beauv. (2 spp.)
      4. Zeugites P. Browne (11 spp.)
      5. Pohlidium Davidse, Soderstr. & R. P. Ellis (1 sp.)

    7. Tribus Steyermarkochloeae Davidse & Ellis
      1. Steyermarkochloa Davidse & Ellis (1 sp.)
      2. Arundoclaytonia Davidse & R. P. Ellis (2 spp.)

    8. Tristachyideae Sánchez-Ken & L. G. Clark
      1. Danthoniopsis Stapf (16 spp.)
      2. Gilgiochloa Pilg. (1 sp.)
      3. Loudetia Hochst. (23 spp.)
      4. Trichopteryx Nees (5 spp.)
      5. Loudetiopsis Conert (11 spp.)
      6. Dilophotriche (C. E. Hubb.) Jacq.-Fél. (3 spp.)
      7. Tristachya Nees (23 spp.)
      8. Zonotriche (C. E. Hubb.) J. B. Phipps (3 spp.)

    9. Tribus Gynerieae Sánchez-Ken & L. G. Clark
      1. Gynerium Willd. ex P. Beauv. (1 sp.)

    10. Tribus Lecomtelleae Potztal
      1. Lecomtella A. Camus (1 sp.)

    11. Tribus Paniceae R. Br.
      1. Subtribus Anthephorinae Benth.
        1. Anthephora Schreb. (12 spp.)
        2. Chaetopoa C. E. Hubb. (2 spp.)
        3. Chlorocalymma Clayton (1 sp.)
        4. Digitaria Haller (255 spp.)
        5. Trichachne Nees (16 spp.)
        6. Leptoloma Chase (8 spp.)
        7. Tarigidia Stent (2 spp.)
        8. Taeniorhachis Cope (1 sp.)
        9. Thyridachne C. E. Hubb. (1 sp.)
        10. Trachys Pers. (4 spp.)

      2. Subtribus Dichantheliinae Zuloaga
        1. Adenochloa Zuloaga (14 spp.)
        2. Dichanthelium (Hitchc. & Chase) Gould (108 spp.)

      3. Subtribus Boivinellinae Pilg.
        1. Acroceras Stapf (18 spp.)
        2. Alloteropsis J. Presl (5 spp.)
        3. Amphicarpum Raf. (2 spp.)
        4. Pseudechinolaena Stapf (5 spp.)
        5. Cyphochlaena Hack. (2 spp.)
        6. Poecilostachys Hack. (11 spp.)
        7. Oplismenus P. Beauv. (14 spp.)
        8. Cyrtococcum Stapf (15 spp.)
        9. Entolasia Stapf (6 spp.)
        10. Lasiacis (Griseb.) Hitchc. (15 spp.)
        11. Mayariochloa Salariato, Morrone & Zuloaga (1 sp.)
        12. Parodiophyllochloa Zuloaga & Morrone (6 spp.)
        13. Morronea Zuloaga & Scataglini (6 spp.)
        14. Pseudolasiacis (A. Camus) A. Camus (3 spp.)
        15. Microcalamus Franch. (1 sp.)
        16. Chasechloa A. Camus (3 spp.)
        17. Ottochloa Dandy (3 spp.)
        18. Echinochloa P. Beauv. (40 spp.)

      4. Subtribus Neurachninae Clayton & Renvoize
        1. Ancistrachne S. T. Blake (3 spp.)
        2. Neurachne R. Br. (8 spp.)
        3. Thyridolepis S. T. Blake (3 spp.)

      5. Subtribus Cleistochloinae E. J. Thomps.
        1. Cleistochloa C. E. Hubb. (2 spp.)
        2. Calyptochloa C. E. Hubb. (4 spp.)
        3. Dimorphochloa S. T. Blake (1 sp.)
        4. Simonachne E. J. Thomps. (1 sp.)

      6. Subtribus incertae sedis
        1. Homopholis C. E. Hubb. (1 sp.)
        2. Walwhalleya Wills & J. J. Bruhl (4 spp.)

      7. Subtribus Melinidinae Stapf
        1. Chaetium Nees (3 spp.)
        2. Eccoptocarpha Launert (1 sp.)
        3. Eriochloa Kunth (35 spp.)
        4. Panicum auct. (1 sp.)
        5. Rupichloa Salariato & Morrone (2 spp.)
        6. Thuarea Pers. (2 spp.)
        7. Urochloa P. Beauv. (98 spp.)
        8. Brachiaria (Trin.) Griseb. (42 spp.)
        9. Scutachne Hitchc. & Chase (1 sp.)
        10. Megathyrsus (Pilg.) B. K. Simon & S. W. L. Jacobs (3 spp.)
        11. Yvesia A. Camus (1 sp.)
        12. Leucophrys Rendle (1 sp.)
        13. Melinis P. Beauv. (23 spp.)
        14. Moorochloa Veldkamp (3 spp.)
        15. Tricholaena Schrad. (4 spp.)

      8. Subtribus Panicinae Fr.
        1. Panicum L. (275 spp.)
        2. Cnidochloa Zuloaga (1 sp.)
        3. Yakirra Lazarides & R. D. Webster (7 spp.)
        4. Arthragrostis Lazarides (4 spp.)
        5. Louisiella C. E. Hubb. & J. Léonard (3 spp.)

      9. Subtribus Cenchrinae Dumort.
        1. Stenotaphrum Trin. (8 spp.)
        2. Stereochlaena Hack. (4 spp.)
        3. Streptolophus Hughes (1 sp.)
        4. Cenchrus L. (123 spp.)
        5. Acritochaete Pilg. (1 sp.)
        6. Alexfloydia B. K. Simon (1 sp.)
        7. Paractaenum P. Beauv. (2 spp.)
        8. Pseudochaetochloa Hitchc. (1 sp.)
        9. Zygochloa S. T. Blake (1 sp.)
        10. Hygrochloa Lazarides (2 spp.)
        11. Uranthoecium Stapf (1 sp.)
        12. Whiteochloa C. E. Hubb. (6 spp.)
        13. Chamaeraphis R. Br. (1 sp.)
        14. Pseudoraphis Griff. (8 spp.)
        15. Dissochondrus (Hillebr.) Kuntze ex Hack. (1 sp.)
        16. Xerochloa R. Br. (3 spp.)
        17. Panicum auct. (1 sp.)
        18. Spinifex L. (4 spp.)
        19. Setaria P. Beauv. (111 spp.)
        20. Paspalidium Stapf (32 spp.)
        21. Holcolemma Stapf & C. E. Hubb. (4 spp.)
        22. Setariopsis Scribn. & Millsp. (2 spp.)
        23. Ixophorus Schltdl. (1 sp.)
        24. Zuloagaea Bess (1 sp.)
        25. Paratheria Griseb. (2 spp.)

      10. Subtribus Paniceae incertae sedis
        1. Hydrothauma C. E. Hubb. (1 sp.)
        2. Hylebates Chippind. (2 spp.)
        3. Oryzidium C. E. Hubb. & Schweick. (1 sp.)
        4. Thedachloa S. W. L. Jacobs (1 sp.)
        5. Kellochloa Lizarazu, Nicola & Scataglini (2 spp.)
        6. Trichanthecium Zuloaga & Morrone (39 spp.)
        7. Sacciolepis Nash (29 spp.)

    12. Tribus Paspaleae Rchb.
      1. Subtribus Basal Paspaleae
        1. Reynaudia Kunth (1 sp.)

      2. Subtribus Paspalinae Griseb.
        1. Acostia Swallen (1 sp.)
        2. Axonopus P. Beauv. (93 spp.)
        3. Baptorhachis Clayton & Renvoize (1 sp.)
        4. Echinolaena Desv. (4 spp.)
        5. Gerritea Zuloaga, Morrone & Killeen (1 sp.)
        6. Ichnanthus P. Beauv. (26 spp.)
        7. Hildaea C. Silva & R. P. Oliveira (6 spp.)
        8. Oedochloa C. Silva & R. P. Oliveira (9 spp.)
        9. Ocellochloa Zuloaga & Morrone (13 spp.)
        10. Paspalum L. (384 spp.)
        11. Anthaenantiopsis Mez ex Pilg. (4 spp.)
        12. Aakia J. R. Grande (1 sp.)
        13. Osvaldoa J. R. Grande (1 sp.)
        14. Hopia Zuloaga & Morrone (1 sp.)
        15. Renvoizea Zuloaga & Morrone (10 spp.)
        16. Streptostachys Desv. (2 spp.)
        17. Anthaenantia P. Beauv. (4 spp.)

      3. Subtribus Otachyriinae Butzin
        1. Hymenachne P. Beauv. (16 spp.)
        2. Otachyrium Nees (8 spp.)
        3. Steinchisma Raf. (8 spp.)
        4. Plagiantha Renvoize (1 sp.)
        5. Rugoloa Zuloaga (3 spp.)

      4. Subtribus Arthropogoninae Butzin
        1. Apochloa Zuloaga & Morrone (15 spp.)
        2. Arthropogon Nees (5 spp.)
        3. Altoparadisium Filg., Davidse, Zuloaga & Morrone (2 spp.)
        4. Canastra Morrone, Zuloaga, Davidse & Filg. (2 spp.)
        5. Homolepis Chase (5 spp.)
        6. Oplismenopsis Parodi (1 sp.)
        7. Phanopyrum (Raf.) Nash (1 sp.)
        8. Stephostachys Zuloaga & Morrone (1 sp.)
        9. Cyphonanthus Zuloaga & Morrone (1 sp.)
        10. Oncorachis Morrone & Zuloaga (2 spp.)
        11. Coleataenia Griseb. (14 spp.)
        12. Triscenia Griseb. (1 sp.)
        13. Keratochlaena Morrone & Zuloaga (1 sp.)
        14. Mesosetum Steud. (28 spp.)
        15. Tatianyx Zuloaga & Soderstr. (1 sp.)

    13. Tribus Arundinelleae Stapf
      1. Arundinella Raddi (57 spp.)
      2. Garnotia Brongn. (29 spp.)

    14. Tribus Jansenelleae Voronts.
      1. Jansenella Bor (2 spp.)
      2. Chandrasekharania V. J. Nair, V. S. Ramach. & Sreek. (1 sp.)

    15. Tribus Andropogoneae Dumort.
      1. Subtribus incertae sedis
        1. Thelepogon Roth ex Roem. & Schult. (1 sp.)
        2. Lasiurus Boiss. (2 spp.)

      2. Subtribus Arthraxoninae Benth.
        1. Arthraxon P. Beauv. (19 spp.)

      3. Subtribus Tripsacinae Dumort.
        1. Zea L. (5 spp.)
        2. Tripsacum L. (16 spp.)

      4. Subtribus Chionachninae Clayton
        1. Chionachne R. Br. (10 spp.)
        2. Trilobachne Schenck ex Henrard (1 sp.)

      5. Subtribus Rhytachninae Welker & E.A.Kellogg
        1. Vossia Wall. & Griff. (1 sp.)
        2. Oxyrhachis Pilg. (1 sp.)
        3. Rhytachne Desv. (11 spp.)
        4. Loxodera Launert (5 spp.)
        5. Urelytrum Hack. (10 spp.)

      6. Subtribus Chrysopogoninae Welker & E.A.Kellogg
        1. Chrysopogon Trin. (50 spp.)

      7. Subtribus incertae sedis
        1. Parahyparrhenia A. Camus (7 spp.)
        2. Eriochrysis P. Beauv. (11 spp.)

      8. Subtribus incertae sedis
        1. Microstegium Nees (19 spp.)
        2. Leptatherum Nees (4 spp.)
        3. Sehima Forssk. (6 spp.)
        4. Kerriochloa C. E. Hubb. (1 sp.)
        5. Pogonachne Bor (1 sp.)
        6. Elionurus Humb. & Bonpl. ex Willd. (17 spp.)

      9. Subtribus Rottboelliinae J. Presl
        1. Coix L. (4 spp.)
        2. Rottboellia L. fil. (12 spp.)
        3. Chasmopodium Stapf (2 spp.)

      10. Subtribus incertae sedis
        1. Tripidium H. Scholz (7 spp.)

      11. Subtribus Ratzeburgiinae Hook. fil.
        1. Thyrsia Stapf (1 sp.)
        2. Ratzeburgia Kunth (1 sp.)
        3. Mnesithea Kunth (24 spp.)
        4. Eremochloa Buse (13 spp.)
        5. Glyphochloa Clayton (13 spp.)
        6. Hackelochloa Kuntze (1 sp.)
        7. Phacelurus Griseb. (8 spp.)
        8. Manisuris L. (1 sp.)
        9. Hemarthria R. Br. (13 spp.)
        10. Heteropholis C. E. Hubb. (5 spp.)
        11. Thaumastochloa C. E. Hubb. (8 spp.)

      12. Subtribus Ischaeminae J. Presl
        1. Eulaliopsis Honda (2 spp.)
        2. Andropterum Stapf (1 sp.)
        3. Dimeria R. Br. (57 spp.)
        4. Ischaemum L. (92 spp.)

      13. Subtribus Apludinae Hook. fil.
        1. Polytrias Hack. (1 sp.)
        2. Homozeugos Stapf (6 spp.)
        3. Trachypogon Nees (5 spp.)
        4. Sorghastrum Nash (23 spp.)
        5. Asthenochloa Buse (1 sp.)
        6. Eulalia Kunth (31 spp.)
        7. Pseudopogonatherum A. Camus (6 spp.)
        8. Apluda L. (1 sp.)

      14. Subtribus Germainiinae Clayton
        1. Imperata Cirillo (12 spp.)
        2. Pogonatherum P. Beauv. (4 spp.)
        3. Germainia Balansa & Poitr. (8 spp.)
        4. Apocopis Nees (16 spp.)
        5. Lophopogon Hack. (3 spp.)

      15. Subtribus Sorghinae Bluff, Nees & Schauer ex Clayton & Renvoize
        1. Cleistachne Benth. (1 sp.)
        2. Sarga Ewart (9 spp.)
        3. Lasiorrhachis (Hack.) Stapf (3 spp.)
        4. Sorghum Moench (24 spp.)

      16. Subtribus Saccharinae Griseb.
        1. Pseudosorghum A. Camus (1 sp.)
        2. Saccharum L. (26 spp.)
        3. Miscanthus Andersson (19 spp.)
        4. Narenga Burkill (2 spp.)

      17. Subtribus Anthistiriinae J. Presl
        1. Jardinea Steud. (2 spp.)
        2. Heteropogon Pers. (5 spp.)
        3. Eremopogon (Hack.) Stapf (1 sp.)
        4. Cymbopogon Spreng. (59 spp.)
        5. Themeda Forssk. (33 spp.)
        6. Iseilema Andersson (27 spp.)
        7. Euclasta Franch. (2 spp.)
        8. Bothriochloa Kuntze (38 spp.)
        9. Dichanthium Willemet (23 spp.)
        10. Capillipedium Stapf (21 spp.)

      18. Subtribus Andropogoninae J. Presl
        1. Andropogon L. (123 spp.)
        2. Hyparrhenia Andersson ex E. Fourn. (59 spp.)
        3. Schizachyrium Nees (68 spp.)
        4. Diectomis P. Beauv. (2 spp.)
        5. Diheteropogon (Hack.) Stapf (4 spp.)
        6. Bhidea Stapf ex Bor (3 spp.)
        7. Anadelphia Hack. (15 spp.)
        8. Elymandra Stapf (6 spp.)
        9. Monocymbium Stapf (3 spp.)
        10. Exotheca Andersson (1 sp.)
        11. Hyperthelia Clayton (6 spp.)

      19. Subtribus unplaced Andropogoneae
        1. Agenium Nees (4 spp.)
        2. Clausospicula Lazarides (1 sp.)
        3. Lakshmia Veldkamp (1 sp.)
        4. Pseudanthistiria (Hack.) Hook. fil. (3 spp.)
        5. Pseudodichanthium Bor (1 sp.)
        6. Spathia Ewart (1 sp.)
        7. Spodiopogon Trin. (17 spp.)
        8. Triplopogon Bor (1 sp.)
        9. Veldkampia Ibaragi & Shiro Kobay. (1 sp.)

  9. Subfamilia Arundinoideae Tateoka
    1. Tribus Arundineae Dumort
      1. Amphipogon R. Br. (9 spp.)
      2. Monachather Steud. (1 sp.)
      3. Dregeochloa Conert (2 spp.)
      4. Arundo L. (5 spp.)

    2. Tribus Crinipedeae Hardion
      1. Crinipes Hochst. (2 spp.)
      2. Elytrophorus P. Beauv. (2 spp.)
      3. Pratochloa Hardion (1 sp.)
      4. Styppeiochloa De Winter (3 spp.)

    3. Tribus Molinieae Jirasek
      1. Hakonechloa Makino ex Honda (1 sp.)
      2. Molinia Schrank (2 spp.)
      3. Moliniopsis Hayata (1 sp.)
      4. Phragmites Adans. (10 spp.)
      5. Subtribus Molinieae incertae sedis
        1. Leptagrostis C. E. Hubb. (1 sp.)
        2. Piptophyllum C. E. Hubb. (1 sp.)

  10. Subfamilia Micrairoideae Pilg.
    1. Tribus Micraireae Pilg.
      1. Micraira F. Muell. (15 spp.)
      2. Zenkeria Trin. (5 spp.)

    2. Tribus Eriachneae (Ohwi) Eck-Borsb.
      1. Eriachne R. Br. (50 spp.)
      2. Pheidochloa S. T. Blake (2 spp.)

    3. Tribus Isachneae Benth.
      1. Coelachne R. Br. (13 spp.)
      2. Heteranthoecia Stapf (1 sp.)
      3. Hubbardia Bor (2 spp.)
      4. Isachne R. Br. (107 spp.)
      5. Limnopoa C. E. Hubb. (1 sp.)
      6. Sphaerocaryum Hook. fil. (1 sp.)

  11. Subfamilia Danthonioideae Barker & H. P. Linder
    1. Tribus Danthonieae Zotov
      1. Merxmuellera Conert (7 spp.)
      2. Capeochloa H. P. Linder & N. P. Barker (3 spp.)
      3. Geochloa H. P. Linder & N. P. Barker (3 spp.)
      4. Pentameris P. Beauv. (83 spp.)
      5. Chaetobromus Nees (1 sp.)
      6. Pseudopentameris Conert (4 spp.)
      7. Schismus P. Beauv. (5 spp.)
      8. Tribolium Desv. (9 spp.)
      9. Plagiochloa Adamson & Sprague (5 spp.)
      10. Tenaxia N. P. Barker & H. P. Linder (8 spp.)
      11. Phaenanthoecium C. E. Hubb. (1 sp.)
      12. Chimaerochloa H. P. Linder (1 sp.)
      13. Rytidosperma Steud. (76 spp.)
      14. Notochloe Domin (1 sp.)
      15. Plinthanthesis Steud. (3 spp.)
      16. Chionochloa Zotov (25 spp.)
      17. Austroderia N. P. Barker & H. P. Linder (5 spp.)
      18. Cortaderia Stapf (21 spp.)
      19. Danthonia DC. (26 spp.)

    2. Tribus Danthonioideae incertae sedis
      1. Danthonidium C. E. Hubb. (1 sp.)

  12. Subfamilia Chloridoideae Rouy
    1. Tribus Centropodieae P. M. Peterson, N. P. Barker & H. P. Linder
      1. Ellisochloa P. M. Peterson & N. P. Barker (2 spp.)
      2. Centropodia (R. Br.) Rchb. (4 spp.)

    2. Tribus Triraphideae Petersen
      1. Habrochloa C. E. Hubb. (1 sp.)
      2. Nematopoa C. E. Hubb. (1 sp.)
      3. Neyraudia Hook. fil. (4 spp.)
      4. Triraphis R. Br. (8 spp.)

    3. Tribus Eragrostideae Stapf
      1. Subtribus Cotteinae Reeder
        1. Cottea Kunth (1 sp.)
        2. Enneapogon Desv. ex P. Beauv. (29 spp.)
        3. Kaokochloa De Winter (1 sp.)
        4. Schmidtia Steud. (2 spp.)

      2. Subtribus Eragrostidinae J. Presl
        1. Eragrostis Wolf (433 spp.)
        2. Catalepis Stapf & Stent (1 sp.)
        3. Harpachne Hochst. (2 spp.)
        4. Pogonarthria Stapf (4 spp.)
        5. Viguierella A. Camus (1 sp.)
        6. Cladoraphis Franch. (2 spp.)
        7. Richardsiella Elffers & Kenn.-O'Byrne (1 sp.)
        8. Steirachne Ekman (2 spp.)
        9. Stiburus Stapf (1 sp.)

      3. Subtribus Unioliinae Clayton
        1. Fingerhuthia Nees ex Lehm. (2 spp.)
        2. Entoplocamia Stapf (1 sp.)
        3. Tetrachne Nees (1 sp.)
        4. Uniola L. (5 spp.)

    4. Tribus Zoysieae Benth.
      1. Subtribus Sporobolinae Benth.
        1. Psilolemma S. M. Phillips (1 sp.)
        2. Sporobolus R. Br. (226 spp.)

      2. Subtribus Zoysiinae Benth.
        1. Urochondra C. E. Hubb. (1 sp.)
        2. Zoysia Willd. (9 spp.)

    5. Tribus Cynodonteae Dumort.
      1. Subtribus Tripogoninae Stapf
        1. Desmostachya (Hook. fil.) Stapf (1 sp.)
        2. Melanocenchris Nees (3 spp.)
        3. Eragrostiella Bor (6 spp.)
        4. Tripogonella P. M. Peterson & Romasch. (3 spp.)
        5. Oropetium Trin. (6 spp.)
        6. Tripogon Roem. & Schult. (49 spp.)
        7. Indopoa Bor (1 sp.)
        8. Halopyrum Stapf (1 sp.)

      2. Subtribus Pappophorinae Dumort.
        1. Neesiochloa Pilg. (1 sp.)
        2. Pappophorum Schreb. (9 spp.)
        3. Tridens Roem. & Schult. (15 spp.)

      3. Subtribus Traginae P. M. Peterson & Columbus
        1. Polevansia De Winter (1 sp.)
        2. Pogononeura Napper (1 sp.)
        3. Willkommia Hack. ex Schinz (4 spp.)
        4. Orthacanthus P. M. Peterson & Romasch. (1 sp.)
        5. Monelytrum Hack. ex Schinz (1 sp.)
        6. Tragus Haller (7 spp.)

      4. Subtribus Hilariinae P. M. Peterson & Columbus
        1. Hilaria Kunth (10 spp.)

      5. Subtribus Muhlenbergiinae Pilg.
        1. Muhlenbergia Schreb. (180 spp.)

      6. Subtribus Sohnsiinae P. M. Peterson, Romasch. & Y. Herrera
        1. Sohnsia Airy Shaw (1 sp.)

      7. Subtribus Jouveinae P. M. Peterson, Romasch. & Y. Herrera
        1. Jouvea E. Fourn. (2 spp.)

      8. Subtribus Allolepiinae P. M. Peterson, Romasch. & Y. Herrera
        1. Allolepis Soderstr. & H. F. Decker (1 sp.)

      9. Subtribus Scleropogoninae Pilg.
        1. Scleropogon Phil. (1 sp.)
        2. Swallenia Soderstr. & H. F. Decker (1 sp.)
        3. Blepharidachne Hack. (4 spp.)
        4. Munroa Torr. (5 spp.)
        5. Dasyochloa Willd. ex Steud. (1 sp.)
        6. Erioneuron Nash (3 spp.)

      10. Subtribus Kaliniinae P. M. Peterson, Romasch. & Y. Herrera
        1. Kalinia H. L. Bell & Columbus (1 sp.)

      11. Subtribus Boutelouinae Stapf
        1. Bouteloua Lag. (58 spp.)

      12. Subtribus Monanthochloinae Pilg. ex Potztal
        1. Distichlis Raf. (11 spp.)

      13. Subtribus Dactylocteniinae P. M. Peterson, Romasch. & Y. Herrera
        1. Neobouteloua Gould (2 spp.)
        2. Brachychloa S. M. Phillips (2 spp.)
        3. Dactyloctenium Willd. (13 spp.)

      14. Subtribus Eleusininae Dumort.
        1. Acrachne Wight & Arn. ex Lindl. (4 spp.)
        2. Dinebra Jacq. (24 spp.)
        3. Coelachyrum Hochst. & Nees (4 spp.)
        4. Eleusine Gaertn. (9 spp.)
        5. Apochiton C. E. Hubb. (1 sp.)
        6. Leptochloa P. Beauv. (19 spp.)
        7. Austrochloris Lazarides (1 sp.)
        8. Astrebla F. Muell. (5 spp.)
        9. Disakisperma P. M. Peterson & N. Snow (4 spp.)
        10. Schoenefeldia Kunth (2 spp.)
        11. Afrotrichloris Chiov. (2 spp.)
        12. Enteropogon Nees (14 spp.)
        13. xCynochloris Clifford & Everist (0 sp.)
        14. Chloris Sw. (55 spp.)
        15. Enteropogonopsis Wipff & Shaw (2 spp.)
        16. Tetrapogon Desf. (8 spp.)
        17. Lepturus R. Br. (17 spp.)
        18. Lepturopetium Morat (2 spp.)
        19. Oxychloris Lazarides (1 sp.)
        20. Harpochloa Kunth (2 spp.)
        21. Microchloa R. Br. (4 spp.)
        22. Micrachne P. M. Peterson, Romasch. & Y. Herrera (5 spp.)
        23. Eustachys Desv. (14 spp.)
        24. Chrysochloa Swallen (4 spp.)
        25. Stapfochloa H. Scholz (8 spp.)
        26. Cynodon Rich. (26 spp.)
        27. Neostapfiella A. Camus (3 spp.)
        28. Pommereulla L. fil. (1 sp.)
        29. Rheochloa Filg., P. M. Peterson & Y. Herrera (1 sp.)

      15. Subtribus Aeluropodinae P. M. Peterson
        1. Odyssea Stapf (1 sp.)
        2. Aeluropus Trin. (8 spp.)

      16. Subtribus Orininae P. M. Peterson, Romasch. & Y. Herrera
        1. Orinus Hitchc. (7 spp.)
        2. Cleistogenes Keng (18 spp.)

      17. Subtribus Triodiinae Benth.
        1. Triodia R. Br. (84 spp.)

      18. Subtribus Orcuttiinae P. M. Peterson & Columbus
        1. Neostapfia Burtt Davy (1 sp.)
        2. Orcuttia Vasey (8 spp.)

      19. Subtribus Zaqiqahinae P. M. Peterson, Romasch. & Y. Herrera
        1. Zaqiqah P. M. Peterson & Romasch. (1 sp.)

      20. Subtribus Cteniinae P. M. Peterson, Romasch. & Y. Herrera
        1. Ctenium Panz. (20 spp.)

      21. Subtribus Trichoneurinae P. M. Peterson, Romasch. & Y. Herrera
        1. Trichoneura Andersson (9 spp.)

      22. Subtribus Farragininae P. M. Peterson, Romasch. & Y. Herrera
        1. Craspedorhachis Benth. (3 spp.)
        2. Farrago Clayton (1 sp.)

      23. Subtribus Perotidinae P. M. Peterson, Romasch. & Y. Herrera
        1. Trigonochloa P. M. Peterson & N. Snow (2 spp.)
        2. Mosdenia Stent (1 sp.)
        3. Perotis Aiton (16 spp.)

      24. Subtribus Hubbardochloinae Auquire
        1. Leptothrium Kunth (4 spp.)
        2. Tetrachaete Chiov. (1 sp.)
        3. Dignathia Stapf (5 spp.)
        4. Leptocarydion Hochst. ex Benth. & Hook. fil. (1 sp.)
        5. Bewsia Gooss. (1 sp.)
        6. Hubbardochloa Auquier (1 sp.)
        7. Lophacme Stapf (2 spp.)
        8. Decaryella A. Camus (1 sp.)
        9. Gymnopogon P. Beauv. (15 spp.)

      25. Subtribus Gouiniinae P. M. Peterson & Columbus
        1. Triplasiella P. M. Peterson & Romasch. (1 sp.)
        2. Triplasis P. Beauv. (1 sp.)
        3. Schenckochloa J. J. Ortíz (1 sp.)
        4. Tridentopsis P. M. Peterson (2 spp.)
        5. Vaseyochloa Hitchc. (1 sp.)
        6. Gouinia E. Fourn. ex Benth. & Hook. fil. (9 spp.)

      26. Subtribus Cynodonteae incertae sedis
        1. Kampochloa Clayton (1 sp.)
        2. Lepturidium Hitchc. & Ekman (1 sp.)
        3. Sclerodactylon Stapf (1 sp.)
        4. Vietnamochloa Veldkamp & Nowack (1 sp.)

    6. Tribus Chloridoideae incertae sedis
      1. Gossweilerochloa Renvoize (1 sp.)
      2. Myriostachya (Benth.) Hook. fil. (1 sp.)
      3. Pogonochloa C. E. Hubb. (1 sp.)
      4. Pseudozoysia Chiov. (1 sp.)
      5. Silentvalleya V. J. Nair, Sreek., Vajr. & Bhargavan (2 spp.)
      6. Schmidiella Veldkamp (1 sp.)